# مسعود رضایی
مسعود رضایی، چهره سیاسی اصلاح طلب، عضو حزب کارگزاران سازندگی استان فارس و نماینده مردم شیراز، در دهمین دوره مجلس شورای اسلامی است. او از شاگردان محمد بهمن‌بیگی بوده و دارای مدرک کارشناسی ارشد حقوق عمومی از دانشگاه آزاد  اسلامی واحد شیراز می باشد.

## نماینده شیراز در مجلس دهم
در دهمین دوره انتخابات مجلس شورای اسلامی، مسعود رضایی، در لیست پنج نفرۀ ائتلاف فراگیر اصلاح طلبان: گام دوم در شیراز حضور داشت و توانست با کسب ۱۴۲،۶۶۷ رأی، در رتبۀ سوم شیراز، وارد مجلس دهم شود. در انتخابات مجلس دهم تمامی افراد لیست امید در شیراز به مجلس راه پیدا کردند.

## سوابق تحصیلی
- مدرک دیپلم رشته طبیعی در سال ۱۳۵۴ از دبیرستان داریوش شیراز
- فوق دیپلم از دانشسرای تربیت معلم
- کارشناسی در رشته زبان و ادبیات فارسی از دانشگاه شیراز
- کارشناسی ارشد حقوق عمومی از دانشگاه آزاد اسلامی واحد شیراز[۴]

## سوابق اجرایی
- مسئول کمیته سیاسی حزب کارگزاران سازندگی استان فارس
- مشاور فرهنگی سیاسی شهردار شیراز
- دبیر آموزش و پرورش شهرستان شیراز
- رئیس تعاونی مصرف آموزش و پرورش
- راهنمای تعلیمات فرهنگیان
- مدرس ضمن خدمت آموزش و پرورش
- فعال سیاسی در حوزه دانشجویی و احزاب
- همکاری در برگزاری انتخابات در ادوار مختلف[۴]

## سوابق پژوهشی
- کتب
  - سیری در اندیشه غزالی
  - شیرین نماد آزادی زن
  - تقابل و تفکر نو و کهنه (در دست چاپ)
- مقالات
  - عدم توسعه در ایران[۴]